# Laparoskopska adrenalektomija
Laparoskopska adrenalektomija jedna je od minimalno invazivnih terapijskim metoda u laparoskopskoj hirurgiji i jedno od metoda izbora za odstranjenje solitarnih metastaza iz nadbubrežne žlezde. Nakon uvođenja ove metode otvorena hirurgija nadbubrežne žlijezde namenjena je samo za izrazito velike tumore ili veće karcinome nadbubrežne žlezde. I dok otvoreni prednji pristup i dalje ima mesta za veoma velike tumore i očigledan malignitet, otvoreni zadnji pristup u suštini je zamenjen. Izbor transperitonealnog naspram retroperitonealnog pristupa trenutno je prvenstveno određen preferencijama hirurga, osim kod većih tumora gde je transperitonealni pristup očigledno superiorniji.

## Istorija
Prva laparoskopska adrenalektomija koja je prvi put opisana 1992. godine, danas je postala zlatni standard u lečenju tumora nadbubrežne žlezde veličine do 6 cm.
Prva laparoskopska operacija nadbubrežne žlezde u Beogradu urađena je u Kliničko - bolničkom centru „Zvezdara“ 2004. godine od strane Srpskih lekara edukovanih u inostranstvu. Od te godine laparoskopska adrenalektomija postala rutinska metoda koja se nalazi na operativnom programu u mnogim zdravstvenim ustanovama u Srbiji.

## Opšta razmatranja
Tumori nadbubrežne žlezde najčešće su benigni i čine vrlo heterogenu grupu tumora sobzirom na svoje poreklo (slojevi kore ili srži nadbubrežne žleezde) i zbog činjenice da poseduju hormonsku aktivnost. 

## Epidemiologija
Učestalost karcinoma nadbubrežne žlezde izuzetno je mala, svega 1 na 1.700.000 slučajeva. 

## Prednosti laparoskopske adrenalektomije
Zbog anatomski teške dostupnosti nadbubrežne žlezde i sobzirom na pretežno benignu patologiju laparoskopija je idealna metoda za operacije nadbubrežne žlezde, i izgleda da se etablirala kao standard lečenja većine nadbubrežnih neoplazmi.   

## Indikacije
Većina tumora nadbubrežne žlezde su nekancerozni (benigni). Oni se često slučajno otkrivaju kao masa tokom radioloških snimanja kao što komjuterizovana tomografija, magnetna rezonantna tomografija ili ultrazvuk koji su obavljeni u sklopu drugih zdravstvenih preglede. Iako ove otkrivene nadbubrežne mase zahtevaju adekvatbu procenu, većina njih (približno 80%) ne zahteva adrenalektomiju. Međutim, zbog funkcije nadbubrežnih žlezda koja proizvodi hormone, neki nekancerozni tumori nadbubrežne žlezde mogu proizvoditi previše hormona, kao što su aldosteron (primarni aldosteronizam), kortizol (Kušingov sindrom) ili kateholamin  (feohromocitom). Ovi tumori koji proizvode hormone mogu zahtevati adrenalektomiju. 
Pored toga, tumori nadbubrežne žlezde koji su veći od 4 centimetra, bez obzira na to da li proizvode hormone, takođe zahtevaju adrenalektomiju zbog povećanog rizika od raka nadbubrežne žlezde. 
Retko (5–12%), tumor nadbubrežne žlezde može biti kancerogen (adrenokortikalni karcinom), što zahteva adrenalektomiju. 
Još ređe, tumosrska masa može biti metastatski rak koji se proširio sa druge lokacije, kao što su bubreg ili pluća. Ako je metastaza izolovana u nadbubrežnoj žlezdi, može biti kandidat za adrenalektomiju.

## Kontraindikacije
Malignitet je jedina apsolutna kontraindikacija za laparoskopsku adrenalektomiju. To uključuje adrenokortikalni karcinom i feohromocitom sa nodalnim ili metastatskim promennama. Izuzetak od ovog pravila je resekcija metastaza u nadbubrežnoj žlezdi kada je primarna metastaza kontrolisana. 
Druge relativne kontraindikacije uključuju koagulopatiju, prethodnu laparotomiju i veličinu tumora veću od 15 cm.

## Operativna tehnika
Laparoskopska adrenalektomija se može izvesti transperitonealnim ili retroperitonealnim pristupom. U početku je korišćen prednji transperitonealni pristup, ali je brzo izašao iz popularnosti zbog otežane ekspozicije. Najčešće korišćeni pristup je lateralni transperitonealni pristup. Ovaj položaj omogućava gravitaciji da pomogne u retrakciji i samim tim poboljša ekspoziciju.
Laparoskopska desna adrenalektomija
Laparoskopska desna adrenalektomija se izvodi dok je pacijent u levom bočnom dekubitusnom položaju. Jetra će često morati biti mobilisana kako bi se dobila najbolja ekspozicija spoja između nadbubrežne žlezde i donje šuplje vene. To se postiže incizijom trouglastih ligamenata, što omogućava medijalno povlačenje jetre. Kod malih masa, rano preuzimanje kontrole nad nadbubrežnom venom olakšava disekciju ostatka žlezde. Kod većih masa, primenjuje se prvo disekcija lateralno i superiorno, a zatim se kreće nadole duž šuplje vene da bi se došlo do nadbubrežne vene.
Laparoskopska leva adrenalektomija
Laparoskopska leva adrenalektomija se izvodi dok je pacijent u desnom bočnom dekubitusnom položaju. Mobilizacija slezinske fleksure je obično neophodna da bi se otvorio retroperitonealni prostor. Disekcija zatim počinje lateralno od slezine kod splenorenalnog ligamenta. Ovo se nastavlja do dijafragme, veoma blizu velike krivine želuca i kratkih želudačnih krvnih sudova. Kada se slezina potpuno mobiliše, ona će pasti medijalno, otkrivajući lateralnu ivicu i prednji deo nadbubrežne žlezde sa perinefričnom masnoćom. Kao i na desnoj strani, ako je masa mala (manja od 5 cm), poželjno je prvo disekirati i osigurati nadbubrežnu venu. Međutim, ako se radi o velikom tumoru, lakše je početi disekcijom duž lateralnih i gornjih ivica nadbubrežne žlezde. Ovo će omogućiti bolju mobilizaciju i olakšati klipisanje nadbubrežne vene kasnije u disekciji.
Bilateralna laparoskopska adrenalektomija
Bilateralna laparoskopska adrenalektomija je ponekad potrebna, na primer kod pacijenata sa Kušingovim sindromom, bilateralnim feohromocitomom ili retko, pigmentiranom mikronodularnom hiperplazijom. Leva strana se obično izvodi prvo, jer je lakša. Pacijent se rotira nakon što je završena leva adrenalektomija i sva mesta trohara su zatvorena. Ovo podrazumeva vreme obrta, ali mi i dalje preferiramo ovaj pristup u odnosu na prednji. Zadnji pristup je nedavno zagovaralo nekoliko autora, posebno za male (< 6 cm) lezije. Pacijent se obično postavlja u ležeći položaj, što omogućava bilateralnu adrenalektomiju bez promene položaja pacijenta. Retroperitonealni prostor se stvara pomoću balon disektora, čime se stvara operativno polje iza bubrega i nadbubrežne žlezde. Anatomiju je teže definisati i zbog ograničenog radnog prostora, na ovaj način se može pristupiti samo malim tumorima.

## Spoljašnje veze
- Časopis Akademije medicinskih znanosti Hrvatske, Acta Mediа Croatica • 65  (4):  297-388  •Zagreb, rujan 2011. (језик: хрватски)

|  | Molimo Vas, obratite pažnju na važno upozorenje u vezi sa temama iz oblasti medicine (zdravlja). |